# Eudistoma accrum
Eudistoma accrum is een zakpijpensoort uit de familie van de Polycitoridae. De wetenschappelijke naam van de soort is voor het eerst geldig gepubliceerd in 1953 door Millar.